# Cecidopsylla paterae
Cecidopsylla paterae är en insektsart som beskrevs av Taylor 1984. Cecidopsylla paterae ingår i släktet Cecidopsylla och familjen Calophyidae. Inga underarter finns listade i Catalogue of Life.